# Свистун зеленоспинний
Свистун зеленоспинний (Pachycephala soror) — вид горобцеподібних птахів родини свистунових (Pachycephalidae). Мешкає в Австралії, на Новій Гвінеї і на сусідніх островах. Виділяють низку підвидів.

## Підвиди
Виділяють чотири підвиди:
- P. s. soror Sclater, PL, 1874 — північний захід Нової Гвінеї;
- P. s. klossi Ogilvie-Grant, 1915 — центр і схід Нової Гвінеї;
- P. s. octogenarii Diamond, 1985 — гори Кумава (захід Нової Гвінеї);
- P. s. bartoni Ogilvie-Grant, 1915 — північний схід Нової Гвінеї і острів Гуденаф[en].

## Поширення і екологія
Зеленоспинні свистуни живуть в гірських і рівнинних тропічних лісах Нової Гвінеї.